# Saint-Gervais-en-Belin
Saint-Gervais-en-Belin é uma comuna francesa na região administrativa do País do Loire, no departamento de Sarthe. Estende-se por uma área de 9.53 km². Em 2010 a comuna tinha 2 092 habitantes (densidade: 219,5 hab./km²).